# Air Sierra Leone
Air Sierra Leone ist eine im Oktober 2024 gegründete virtuelle Fluggesellschaft in Sierra Leone. Sie dient als nationale Fluggesellschaft. Da automatisch sämtliche sierra-leonische Fluggesellschaften auf der EU-Flugsicherheitsliste stehen, soll der Betrieb im Wetlease durch eine britische Fluggesellschaft sichergestellt werden. Technische Unterstützung erhält die Fluggesellschaft von der nigerianischen Xejet.

## Fluggerät und Flugziele
Zunächst sollte ab dem 2. Dezember 2024 dreimal wöchentlich London-Gatwick vom Freetown International Airport aus bedient werden. Zum Einsatz soll eine Boeing 737-800 kommen. Zudem ist die Nutzung einer Boeing 737-400 und eines Embraer 145 geplant. Neben London sollen zukünftig auch regional Abidjan, Accra, Banjul, Conakry, Dakar und Monrovia bedient werden. Der Jungfernflug zwischen Sierra Leone und dem Vereinigten Königreich fand nicht wie geplant statt.
Mit Stand Januar 2025 fliegt Air Sierra Leone dreimal pro Woche mit einem Embraer 145 zwischen Freetown und Lagos in Nigeria. Der Jungfernflug zwischen London-Gatwick und Freetown fand Ende April 2025 statt. Die Strecke wird von einer Boeing 737 Max 8 der Ascend Airways bedient.